# 无鞭目
无鞭目（學名：Amblypygi）亦稱無尾鞭蠍目、無鞭蠍目、鈍尾目、鈍臀目，是節肢動物門蛛形綱下的一目，其下物種俗稱鞭蛛，為一類外形兼具蠍子和蜘蛛特徵的無脊椎動物，與鞭蠍亦有著類似的特徵，但不具鞭狀的尾部，故又稱作無尾鞭蠍、無鞭蠍。鞭蛛的身體呈扁平狀，有一對特化的觸肢，類似感覺的器官，前方的螯夾有助於防禦、捕捉獵物，由於沒有尾鞭，鞭蛛受到驚擾時不會螫人，對人體完全無害。到2003年止，共已發現5科17屬約155種鞭蛛。

## 下级分类
本目包括以下科：
- 黑鞭蝎科 Paracharontidae
- 沙鞭蝎科 Charinidae
- 鞭蛛科 Charontidae 
  - Catageus Thorell, 1889
  - Charon Karsch, 1879
  - Lindosciella
- 沼鞭蛛科 Phrynichidae
- 美鞭蛛科 Phrynidae

## 分布
主要分佈於亞熱帶、熱帶地區，有些物種則是生活在地下，也有的則是晝伏夜出。

## 外部形態
- 身體區分成頭胸部與腹部兩個部分。
- 頭胸部有一對螯肢和一對由腳特化成的觸肢；而腹部有三對足。
- 腹部末端無螯鉤或細鞭。

## 習性
无鞭目的體型平均約23.6英吋（7.6~60厘米），牠們的身體呈扁型狀，具有紮實的背甲與分段式的腹部，頭部具有兩對眼睛平均在頭部與螯肢的後方，第一個則是位於頭部中央前方，另外一對較為後方，則是分開並對稱在觸肢的前方。鞭蛛的視力非常的差，所以必須要使用特化成觸肢的腳（乍看下類似觸鞭）在前方探測作為傳達的器官，則和節肢動物的部分成員不同只能演化成可以捕捉獵物的武器，就像螳螂一樣，而這對觸肢不能用來行走，但是給予了很大的幫助，它可以伸長比自己身體還要長一倍以上的距離（約25厘米）來探測前方，隨著地勢的不同，後方的腳就能因觸肢的傳達來引導著方向。
當鞭蛛找到適宜的對象後會展開交配的程序，雄性會將精囊放置在適宜的位置後並用螯肢將雌性引到至精囊上方後讓雌性張開生殖口後插入即完成。一般懷孕的雌鞭蛛可以產出6～80粒卵，卵產出後繫於雌鞭蛛的腹面，並有膜質包圍保護，孵化後出來的幼體會與蠍子、蜘蛛一樣置於背部讓雌鞭蛛加以保護幼體。之後雌鞭蛛會帶著幼體到達一個適宜的地方繼續生活，並且等待第一次蛻皮後自行離開母體。鞭蛛也是一個伺機的掠食者一樣會等待任何適合大小的獵物上門，並捕食牠們，幾乎捕食的對象大部分都是昆蟲、其他節肢動物等等。

## 外部連結
- Picture of a Mexican amblypygid (referred to as a "tailless whip scorpion") and its habitat （页面存档备份，存于）
- Amblypigid video summarizing research from University of Nebraska's Eben Gering.
- NPR Science Friday show that makes mention[永久]
- Amblypygi. The Antillean (West Indian) fauna.